# Nemoria gladysae
Nemoria gladysae är en fjärilsart som beskrevs av Linda M. Pitkin 1993. Nemoria gladysae ingår i släktet Nemoria och familjen mätare. Inga underarter finns listade i Catalogue of Life.